# Vernanimalcula
Vernanimalcula guizhouena ist der vermeintlich früheste bekannte Vertreter der Bilateria (Tiere mit zweiseitiger Symmetrie). Eine Neu-Analyse des fossilisierten Materials hat aber gezeigt, dass es überhaupt fraglich ist, ob es sich um Fossilien handelt, und dass es sicherlich kein Bilaterier war.

## Umstrittene Hypothese eines triploblastischen Tieres
Es lebte vor etwa 600 bis 580 Millionen Jahren. Es war zwischen 0,1 und 0,2 mm groß und ernährte sich wahrscheinlich von Mikroben auf dem Meeresboden. Seine Fortbewegung ähnelte möglicherweise der einer Schnecke. Vernanimalcula bedeutet „Frühlingstierchen“ (lat. vernus = „Frühlings-“, animalcula = „Tierchen“ von animal = „Tier“), was sich auf sein Auftreten in Fossilien nach Ende des Cryogeniums, einem Eiszeitalter, bezieht (siehe auch Schneeball Erde).
Die Vernanimalcula-Fossilien wurden in der Doushantuo-Formation in Guizhou, China entdeckt. Diese Fossillagerstätte ist einer der seltenen Orte, an denen weiche Körperteile und feine Strukturen in Fossilien erhalten geblieben sind. Die Vernanimalcula-Fossilien zeigen drei Keimblätter, ein Coelom, einen differenzierten Magen-Darm-Trakt, einen Mund, einen After und paarige äußere Vertiefungen, die Sinnesorgane sein könnten.
Das Auftreten von Vernanimalcula in diesen frühen Fossilien ist von großer Bedeutung. Es vermindert die Wahrscheinlichkeit, dass Tiere ohne Coelom, zum Beispiel Plattwürmer, sich vor Tieren mit Coelom entwickelt haben können. Die Aufspaltung der Tiere in viele Stämme könnte schon stattgefunden haben, bevor die Größe der Tiere mikroskopische Abmessungen überschritt. Das plötzliche Auftreten vieler Tierstämme in der Kambrischen Explosion könnte ein Trugschluss sein; stattdessen könnten existierende Stämme unabhängig voneinander in (geologisch) kurzer Zeit größere Formen mit gut versteinernden Körperteilen (z. B. Panzern) ausgebildet haben.
Vernanimalcula wurde erstmals von Juan-Yuan Chen (Nanjing Institute of Geology and Palaeontology) et al. beschrieben. Gegen die Klassifizierung von Vernanimalcula als eines Triploblasten wurde von verschiedener Seite Einwände erhoben, unter anderem wurde gemutmaßt, es handele sich um ein einfacher gebautes Tier, um dessen Körper sich Mineralkrusten gelegt hätten, die einen komplexeren Aufbau fälschlich vorspiegelten.